# Външен скелет
Външният скелет или екзоскелет е външна твърда обвивка, характерна за голяма част от безгръбначните животни, сред които - насекоми, ракообразни и мекотели с черупка. 
Има защитна и поддържаща (механична) функция. Една от трите изпълняващи подобна роля структури, определяни в анатомията на животните, като "скелет".

## Изкуствен екзоскелет
Различни човешки изобретения наподобяват в известна степен екзоскелета, класически пример за което са бойните брони. Елементи на екзоскелета се използват също за медицински (като гипсиране на крайници, в случай на фрактура) и индустриални нужди (като кофраж в строителството).
Човешките или на извънземни същества екзоскелети са често срещани приспособления, изобразявани в научната фантастика.